# Lasse-Majas detektivbyrå – Det första mysteriet
Lasse-Majas detektivbyrå – Det första mysteriet (stiliserat LasseMajas detektivbyrå – Det första mysteriet) är en svensk familjefilm som hade premiär 1 juni 2018 i Sverige. Filmen regisserades av Josephine Bornebusch efter ett manus av Henrik Engström och Mattias Grosin och spelades in på Irland. Lasse spelas av Frank Dorsin och Maja spelas av Ester Vuori.

## Handling
Som filmens titel antyder handlar filmen när Lasse och Maja möttes och om deras första fall. Upprinnelsen till mysteriet är att en gammal bok försvinner från Vallebyskolan.

## Rollista
- Frank Dorsin – Lasse
- Ester Vuori – Maja
- Johan Rheborg – Skolvaktmästare
- Jonas Karlsson – engelskalärare
- Katrin Sundberg – Rektor
- Tomas Norström – polischef / gymnastiklärare
- Lotta Tejle – bibliotekarie
- Teresa Eliasson – Ana Bola
- Eyla Nyström – Shyrin
- Nora Nagys – rektorn som barn
- Torin Condren – engelskaläraren som barn
- Lotta Tejle – berättarröst